# Žizn' zabavami polna
Žizn' zabavami polna (Жизнь забавами полна) è un film del 2001 diretto da Pëtr Todorovskij.

## Trama
Il film è ambientato in una provincia vicino a Mosca. Diverse famiglie vivono in un grande appartamento comune. Sono tutti diversi, ma il loro destino è legato agli eventi che si svolgono nel paese.